# Guettarda ferox
Guettarda ferox är en måreväxtart som beskrevs av Paul Carpenter Standley. Guettarda ferox ingår i släktet Guettarda och familjen måreväxter.
Artens utbredningsområde är Peru. Inga underarter finns listade i Catalogue of Life.